# Agustina Otero Fernández
Agustina Otero Fernández (San Adrián del Valle, Lleó, 1960) és una artista actual que treballa conjuntament amb Leopoldo Ferrán Muñoz. Tots dos han exposat moltes obres a diferents països com Bèlgica, Itàlia, Espanya, França, etc., buscant sempre el trencament amb la realitat i el que l'espectador espera de l'obra. Es consideren "investigadors de l'espai", perquè s'aparten dels mètodes usuals artístics amb la intenció d'aconseguir de l'espectador una sensació de sorpresa i reflexió.
Ha col·laborat també en la decoració d'edificis tant de nova planta com restaurats, i pot destacar l'ampliació del Museu de San Telmo (Sant Sebastià, Espanya, 2005-2011), l'edifici presenta "una pell metàl·lica embolicada en liquen i molsa", projecte dels arquitectes Fuensanta Nieto i Enrique Sobejano; i en la qual Agustina treballar al costat de Leopoldo Ferrán.

## Exposicions

### Individuals
- Barcelona 1990. Agustina Otero. Barcelona, Galería Jordi Boronat, 1990.
- Irun (Gipuzkoa) 1991. Agustina Otero. Irun, Galería La Pecera, 1991.
- Pamplona/Iruña 1991. Agustina Otero. Pamplona/Iruña, Ciudadela, Pabellón de Mixtos, 19 marzo - 7 abril 1991.

### Museus i col·leccions[5]
- ARTIUM-Centro Museo Vasco de Arte Contemporáneo, Vitoria-Gasteiz.
- Col·lecció de Arte Contemporáneo Fundació "la Caixa", Barcelona.
- Col·lecció Norte de Arte Contemporáneo, Gobierno de Cantabria, Cantabria.
- Irungo Udala-Ayuntamiento de Irun (Gipuzkoa).
- MUSAC-Museo de Arte Contemporáneo de Castilla y León, León.

## Llibres[6]
- Trente-six sphères tendues pour une église: Leopoldo Ferrán - Agustina Otero : Chapelle Saint-Louis, Hôpital de la pitié-salpêtrière. Paris
- Cartografía para el corredor de un delta sin mar: Leopoldo Ferrán-Agustina Otero
- Tutto sono isole: Leopoldo Ferrán, Agustina Otero
- De peregrinos y naúfragos: Leopoldo Ferrán, Agustina Otero
- Leopoldo Ferrán, Agustina Otero : Zaragoza - febrer-març 2003
- Zirtaka - crepitar: Leopoldo Ferrán, Agustina Otero: erakusketa - exposició ... 28 d'octubre-17 de gener del 2004